# Jurjen Hempel
Jurjen Hempel (1961) is een Nederlands dirigent.
Hempel studeerde orkestdirectie bij David Porcelijn en Kenneth Montgomery aan het Utrechts Conservatorium. Gedurende zijn studie al werd hij uitgenodigd om te assisteren bij Edo de Waart, Hans Vonk en David Robertson. Op uitnodiging van Seiji Ozawa nam hij in 1994 deel aan de dirigentencursus in Tanglewood, waar hij onder andere les kreeg van Bernard Haitink en Lorin Maazel. 
In 1996 was Hempel finalist en prijswinnaar van het eerste Sibelius Dirigenten Concours in Helsinki, waarna vele uitnodigingen van Finse orkesten volgden. In 1996 werd hij benoemd tot assistent-dirigent van het Rotterdams Philharmonisch Orkest naast de toenmalige chef-dirigent Valery Gergiev. In 1997 stond hij voor het eerst met dat orkest in het Concertgebouw, waar hij eerder dat jaar ook al met het Residentie Orkest stond. 
Hempel heeft een internationale reputatie op het gebied van hedendaagse muziek en hij werkt dan ook geregeld samen met ensembles als het London Sinfonietta, het Nieuw Ensemble, het Nederlands Blazers Ensemble, Ensemble Contrechamps in Genève, het Schönberg Ensemble en Orkest de Volharding. 
Ook dirigeert Hempel regelmatig op grote festivals. Na zijn uitvoering van Richard Strauss’ Salomé op het Gergiev Festival werd hij uitgenodigd Salomé te dirigeren in Gergievs Mariinskitheater in Sint-Petersburg. Hiermee was hij de eerste Nederlandse dirigent die ooit in dit beroemde theater mocht dirigeren. In juni 1998 werd hij gevraagd voor een productie van het Mariinsky Operagezelschap in de New Israelia Opera in Tel Aviv. In 2004 dirigeerde hij de opera Shadowtime van Brian Ferneyhough op de Münchener Biennale, gevolgd door uitvoeringen in Parijs, Londen en New York.
De laatste jaren werkte Hempel samen met onder andere het Nederlands Philharmonisch Orkest, het Filharmonisch Orkest van Helsinki, het Fins Radio Symfonieorkest, het Tapiola Sinfonietta, Orchestre Philharmonique de Liège, Orquestra Nacional do Porto, Symfonieorkest van Bazel, de Bochumer Symphoniker en het IJslands Symfonie Orkest. 
Daarnaast is hij regelmatig gastdirigent bij zowel het BBC Symphony Orchestra als het BBC Scottish Symphony Orchestra. Bij het Rotterdams Philharmonisch Orkest wordt hij jaarlijks teruggevraagd als gastdirigent. In 2005 is Jurjen Hempel aangesteld als muzikaal leider van het Ensemble Contrechamps dat Genève als thuisbasis heeft, waarmee hij de eerste dirigent met een vaste aanstelling is sinds het ensemble 25 jaar geleden werd opgericht. In 2005 maakte hij ook zijn debuut bij de BBC Proms in de Royal Albert Hall met het BBC Symphony Orchestra. Jurjen Hempel is sinds 2000 vaste dirigent het JeugdOrkest Nederland en dirigeerde in 1999, 2003, 2007, 2017 en 2023 het Nederlands Studenten Orkest. Sinds 2009 is hij de vaste dirigent van het Haagse Symfonieorkest Bellitoni. Op 29 november 2012 maakte hij zijn debuut bij het Koninklijk Concertgebouworkest. In september 2024 is hij begonnen als vaste dirigent bij het UvA-Orkest J. Pzn Sweelinck. 
Jurjen Hempel maakte cd-opnamen voor onder meer Decca/Argo, Composer’s Voice, Elektra Nonesuch en Point Music.
- Bibsys: 8036869
- Bibliothèque nationale de France: cb14186420q (data)
- CiNii: DA11374148
- Gemeinsame Normdatei: 134904346
- International Standard Name Identifier: 0000 0000 5519 3218
- Library of Congress Control Number: no95042187
- Nationale Bibliotheek van Letland: 000112904
- MusicBrainz: 3320de88-6eb6-46b0-916c-bf9f5fe21df1
- Nationale Bibliotheek van Tsjechië: xx0100162
- Nationale Bibliotheek van Israël: 987007317350305171
- Nederlandse Thesaurus van Auteursnamen: 137055285
- Virtual International Authority File: 69140229
- WorldCat: E39PBJh8VvvbrrHTVgV3JkmKh3